# Křižínkov
Křižínkov je obec v okrese Brno-venkov v Jihomoravském kraji. Rozkládá se v Křižanovské vrchovině, přibližně 5 kilometrů severovýchodně od Velké Bíteše. Žije zde 226 obyvatel.

## Historie
První písemná zmínka o obci pochází z roku 1309. V letech 1980–1991 byl Křižínkov součástí Velké Bíteše.
K 1. lednu 2005 byla obec Křižínkov společně s dalšími 23 obcemi převedena z okresu Žďár nad Sázavou (Kraj Vysočina) do okresu Brno-venkov (Jihomoravský kraj).

## Obyvatelstvo
| Rok            | 1869 | 1880 | 1890 | 1900 | 1910 | 1921 | 1930 | 1950 | 1961 | 1970 | 1980 | 1991 | 2001 | 2011 | 2021 |
| -------------- | ---- | ---- | ---- | ---- | ---- | ---- | ---- | ---- | ---- | ---- | ---- | ---- | ---- | ---- | ---- |
| Počet obyvatel | 357  | 374  | 355  | 317  | 306  | 316  | 294  | 278  | 277  | 243  | 248  | 222  | 202  | 188  | 225  |
| Počet domů     | 59   | 60   | 63   | 65   | 67   | 67   | 65   | 78   | 70   | 62   | 62   | 76   | 78   | 78   | 88   |

Vývoj počtu obyvatel

## Pamětihodnosti
- Kaple svaté Anny

## Galerie

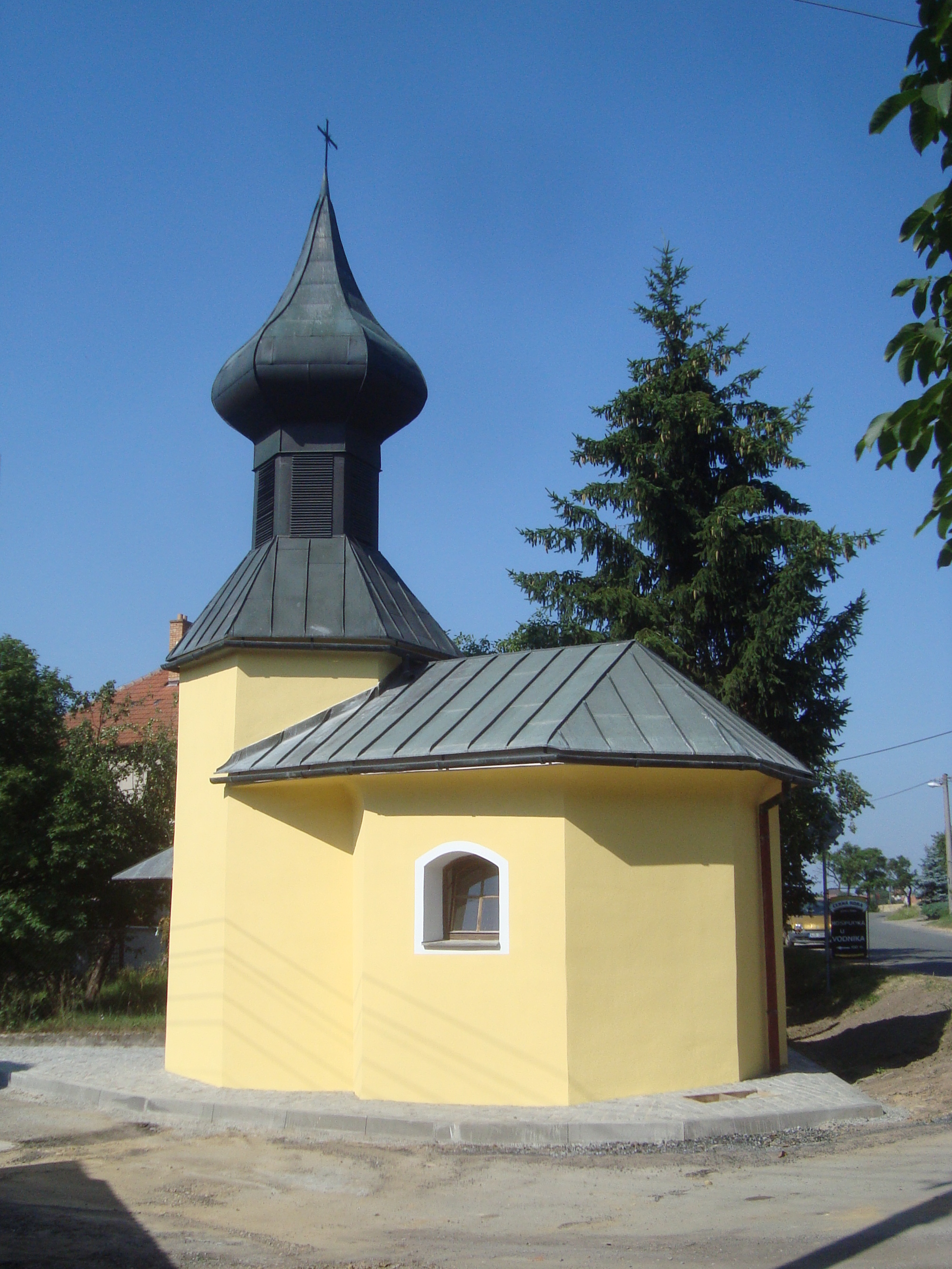
Kaple svaté Anny
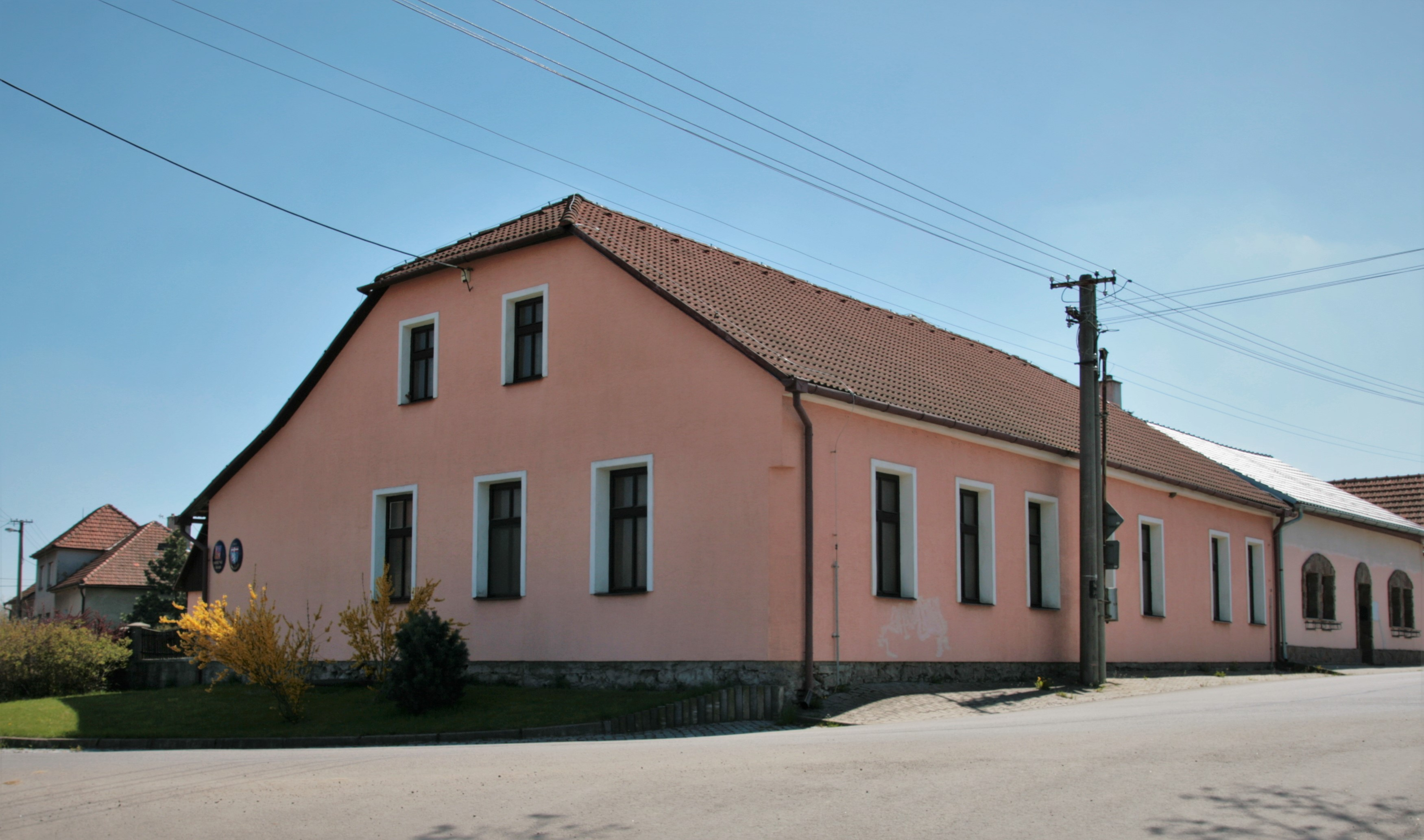
Obecní úřad
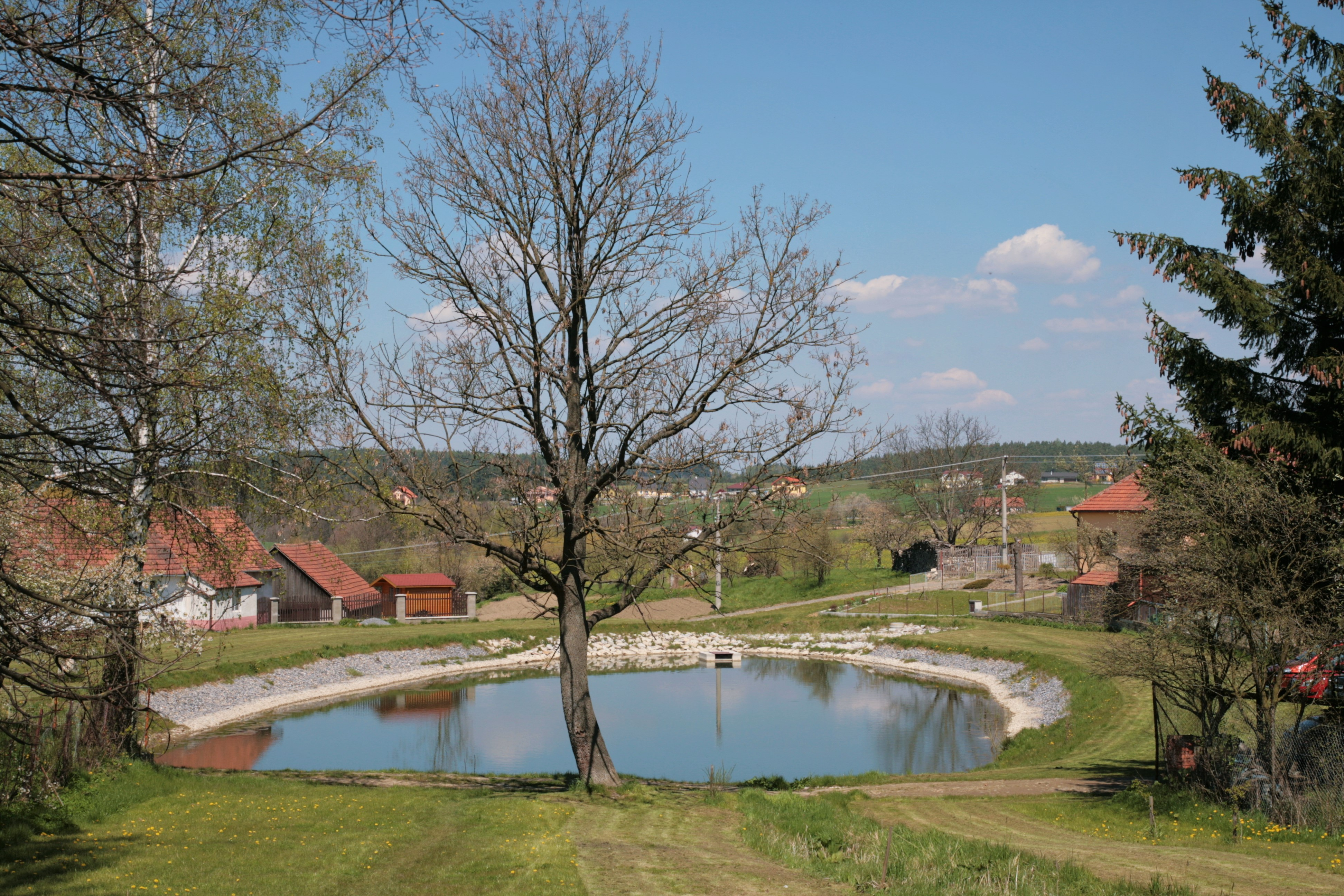
Nádrž za vsí
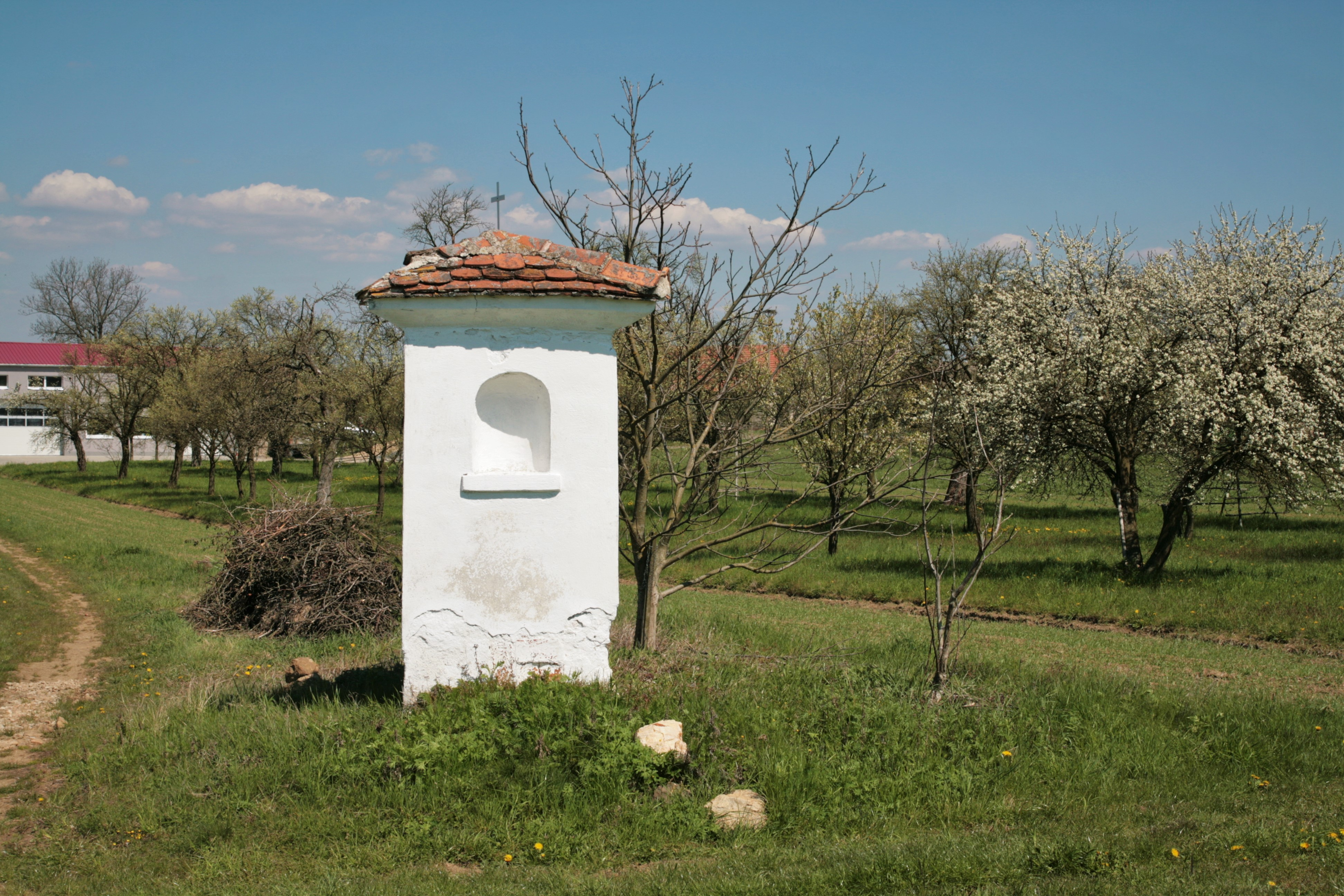
Boží muka